# Shadow Man – Kurier des Todes
Shadow Man – Kurier des Todes (Shadow Man) ist ein US-amerikanischer Actionfilm mit Steven Seagal in der Hauptrolle.

## Handlung
Jack Foster, ein ehemaliger CIA-Agent, plant zum fünften Todestag seiner Frau eine Reise in deren Heimatland Rumänien. Großvater George und Tochter Amanda sind nach Bukarest vorausgeflogen.
Doch Jack ahnt nicht, dass ihn sein Schwiegervater als Kurier eines aus dem streng geheimen MK-Ultra-Programm der CIA gestohlenen, tödlichen Virus missbraucht.
Am Flughafen überschlagen sich die Ereignisse: Amanda wird entführt und ihr Großvater in einem Auto gesprengt.
Jack kann ein mörderisches Spionagenetz entwirren und bekommt seine Tochter wieder.

## TV-Premiere
Am 28. Dezember 2008 zeigte Pro 7 den Film, der damit seine Free-TV-Premiere feierte.

## Kritiken
„Mäßig inszenierter Amoklauf des gealterten Actionhelden Steven Seagal, der noch einmal einige seiner Parade-Gewalttätigkeiten zeigen darf. Prügelklamauk für Unverzagte.“